# Calathusa thermosticha
Calathusa thermosticha är en fjärilsart som beskrevs av Oswald Beltram Lower 1915. Calathusa thermosticha ingår i släktet Calathusa och familjen trågspinnare. Inga underarter finns listade i Catalogue of Life.